# Недела
Недела (срп. Недеља)  је југословенски телевизијски филм из 1973. године. Режирао га је Душко Наумовски а сценарио је написао Ташко Георгиевски.

## Улоге
| Глумац            | Улога               |
| ----------------- | ------------------- |
| Тодорка Кондова   | Ангелина            |
| Јоана Поповска    | Ната                |
| Лиле Георгијева   | Пелагонија          |
| Милица Стојанова  | Ситковица           |
| Ацо Јовановски    | Човек са качкетом   |
| Мите Грозданов    | Синот на Богородица |
| Мара Исаја        | Трендафила          |
| Ангелина Иванова  | Цена                |
| Иванка Зенделска  | Раса                |
| Ацо Горчев        | Сотир               |
| Ристо Стефановски |                     |
| Томе Моловски     |                     |